# Bomberman: Act Zero
Bomberman: Act Zero est un jeu vidéo d'action sorti uniquement sur Xbox 360 en 2006. Il a été développé par Hudson Soft et édité par Konami.

## Histoire
Le joueur incarne un humain muni d'une armure futuriste qui doit se battre contre d'autres humains. Leur but est de regagner la surface en un seul morceau et ainsi d'être considéré comme un super soldat.

## Système de jeu
Le jeu reprend le concept des précédents Bomberman. Il faut déposer des bombes dans une arène pour faire exploser ses adversaires. Ce qui différencie cet épisode des autres, c'est l'histoire et le design beaucoup plus obscur.

## Accueil
Bomberman: Act Zero reçoit un accueil très négatif de la presse spécialisée. Sur le site Metacritic, le jeu obtient un score de 34 % sur la base de 41 critiques.